# Пшисетниця (річка)
Пшисетниця, Пшисетницький Потік (пол. Przysietnicki Potok) — гірська річка в Польщі, у Новосондецькому повіті Малопольського воєводства. Ліва притока Попрада, (басейн Балтійського моря).

## Опис
Довжина річки 10,15 км, найкоротша відстань між витоком і гирлом — приблизно 6,90  км, коефіцієнт звивистості річки — 1,48 . Формується безіменними струмками та частково каналізована.

## Розташування
Джерела річки розташовані на висоті 800—900 м над рівнем моря на схилах Згжипув (1124 м), Яворини (1124 м) та Вентшних Дзюр (1036 м). в Пасмі Радзийовій Бескиду Сондецького (гміна Старий Сонч). Тече переважно на північний схід через Пшисетницю і у селі Барциці впадає у річку Попрад, праву притоку Дунайця.